# Riogordo
Riogordo é um município da Espanha na província de Málaga, comunidade autónoma da Andaluzia, de área 41 km² com população de 3032 habitantes (2004) e densidade populacional de 71,65 hab/km².

## Demografia
| Variação demográfica do município entre 1991 e 2004 | Variação demográfica do município entre 1991 e 2004 | Variação demográfica do município entre 1991 e 2004 | Variação demográfica do município entre 1991 e 2004 |
| --------------------------------------------------- | --------------------------------------------------- | --------------------------------------------------- | --------------------------------------------------- |
| 1991                                                | 1996                                                | 2001                                                | 2004                                                |
| 2537                                                | 2662                                                | 2650                                                | 2873                                                |